# Margaret (rivista)
Margaret (マーガレット?, Māgaretto) è una rivista di manga shōjo giapponese quindicinale, nata nel 1963 e pubblicata dalla Shūeisha, dedicata alle ragazze adolescenti intorno ai 10-15 anni di età, anche se alcune serie sono destinate alle donne.
I manga del Margaret collezionati in tankōbon sono stampati dalla Shūeisha con etichetta Margaret Comics.

## Mangaka e serie pubblicate nel Margaret
- Izumi Aso
  - Hikari no densetsu
  - Natural
  - Serina seisho
  - Natsu no shinwa
  - Matenrō no tameiki
  - Matenrō no aria
  - Keiji Karen - 24ji no tokai
  - Usagi no Love Card
  - Usagi no kirameki LOVE
  - Aitsu no koi menu
  - Osharena Suspense
  - Arimi SOS
  - Blackbird
  - Lion Dream
  - Love Shot! Jun
  - Tenshi to miru yume
- Kyōko Ariyoshi
  - Swan
- Mihona Fujii
  - Tokyo angels
- Aoi Hiiragi
  - Yume no machi: neko no danshaku
- Yukari Ichijo
  - Yukan club
- Rei Kaibara, Jun Hasegawa (disegni)
  - Ginban Kaleidoscope
- Riyoko Ikeda
  - Oniisama he...
  - Berusaiyu no Bara (La rosa di Versailles)
  - Orpheus no Mado
- Yōko Kamio
  - Hana Yori Dango
- Ayumi Komura
  - Liar Lily - Non è come sembra!
- Satoru Nagasawa
  - Maria-sama ga Miteru
- Minami Ozaki
  - Bronze: Zetsuai since 1989
  - Zetsuai 1989
- Nagamu Nanaji
  - Parfait Tic!
- Natsumi Aida
  - Switch Girl!!
- Mimi Tajima
  - Ichigo Channel
- Miyoshi Tomori
  - Primo amore
  - Devil & Love Song
- Rinko Ueda
  - Ryo
  - Tsuki no Shippo
- Sumika Yamamoto
  - Ace wo Nerae!
- Zakuri Sato
  - Mairunovich
- Arina Tanemura
  - Ogni nostro venerdì